# Mortal Kombat 3
Mortal Kombat 3 is het derde spel in de Mortal Kombat-reeks; dat bekendheid kreeg als vechtspel met veel geweld en bloed. Mortal Kombat 3 verscheen oorspronkelijk als arcadespel in april 1995. Het werd eind 1995 ook geporteerd naar thuisconsoles zoals de Sega Mega Drive, Super Nintendo en Sony PlayStation.
Mortal Kombat 3 introduceerde zogeheten "fatalities". Dit zijn brute gevechtshandelingen om een eind aan de tegenspeler te maken. Andere nieuwe functies zijn combo's, snel rennen, en "Kombat Kodes", om extra mogelijkheden tijdens een gevechtsronde te geven.
Het spel is tevens uitgebracht als uitgebreide versie onder de titel Ultimate Mortal Kombat 3, met meer personages en gameplay-modi. In 1997 verscheen Mortal Kombat Trilogy, een verzamelpakket van de eerste drie spellen.

## Personages
| Speelbaar: - Liu Kang - Kung Lao - Smoke - Sub Zero - Shang Tsung - Jax - Kano - Cyrax - Kabal - Nightwolf - Sektor - Sindel - Sheeva - Stryker | Overige: - Motaro - Shao Kahn - Noob Saibot |

## Ontvangst
Mortal Kombat 3 werd een commercieel succes en kreeg overwegend positieve recensies in de vakbladen. Kritiek werd gegeven op het ontbreken van enkele populaire personages uit de eerdere twee spellen, zoals het ontbreken van Scorpion. De ontbrekende personages werden uiteindelijk toegevoegd aan de uitbreiding Ultimate Mortal Kombat 3.